# فالنتين جورجي
فالنتين جورجي (بالرومانية: Valentin Gheorghe)‏ (14 فبراير 1997 ببلويشت في رومانيا - ) هو لاعب كرة قدم روماني في مركز الدفاع.

## وصلات خارجية
- فالنتين جورجي على موقع اتحاد تركيا (لاعب) (الإنجليزية)
- فالنتين جورجي على موقع إي إس بي إن إف سي (الإنجليزية)
- فالنتين جورجي على موقع قاعدة بيانات كرة القدم.إي يو (الإنجليزية)
- فالنتين جورجي على موقع Soccerbase.com (لاعب) (الإنجليزية)
- فالنتين جورجي على موقع Soccerway.com (الإنجليزية)
- فالنتين جورجي على موقع عالم كرة القدم.نت (الإنجليزية)
- فالنتين جورجي على موقع أوليمبيديا (الإنجليزية)
- فالنتين جورجي على موقع AS.com (الإسبانية)